# Spyro (franquicia)
Spyro es una serie de videojuegos pertenecientes al género de plataformas que presenta principalmente al protagonista Spyro el Dragón. Desde la introducción de la serie en 1998, hubo un reinicio de la serie en forma de trilogía llamada La leyenda de Spyro, lo que hace un total de diez juegos de Spyro el Dragón y tres juegos de La leyenda de Spyro. La serie de Spyro ha vendido más de 20 millones de unidades en todo el mundo. Todos los videojuegos de Spyro fueron distribuidos por Universal Interactive Studios hasta 2007 (excepto los lanzamientos recientes de la franquicia, donde actualmente es distribuido por la empresa Activision).
La serie permaneció inactiva durante una década hasta que se lanzó una colección de remakes de la trilogía original llamada Spyro Reignited Trilogy desarrollada por Toys for Bob, para PlayStation 4 y Xbox One en noviembre de 2018, y más tarde para Microsoft Windows. y Nintendo Switch en septiembre de 2019.

## Videojuegos

### Trilogía original de PlayStation (1998-2000)
El primer juego de la serie, Spyro the Dragon, fue lanzado en América del Norte el 10 de septiembre de 1998 para PlayStation. En Europa fue puesto a la venta el 23 de octubre de 1998, en Australia el 15 de noviembre de 1998 y en Japón el 1 de abril de 1999. Es un videojuego de plataformas en el que el jugador controla a Spyro, un pequeño dragón morado con la tarea de liberar a sus compañeros dragones de las prisiones de cristal, que están diseminadas por todo su mundo. Se accede a cada nivel a través de "portales" de un mundo principal. El videojuego concluye con una pelea entre Spyro y el antagonista principal, Gnasty Gnorc. El videojuego vendió bien, con un total de 5 millones de copias vendidas en todo el mundo. El videojuego también recibió críticas favorables de IGN, que calificó a Spyro the Dragon con un 9 de 10.
Spyro 2: En busca de los talismanes (también conocido como Gateway to Glimmer en Europa y Australia y Ripto's Rage! en América del Norte) siguió al éxito del primer título, siendo lanzado el 2 de noviembre de 1999 en América del Norte. Fue lanzado tres días más tarde en Europa y Australia y en Japón el 16 de marzo de 2000. El videojuego introdujo nuevos personajes, incluyendo a Cazador, un guepardo; Elora, un fauno; El profesor, un topo; y Zoe, un hada. La estructura del videojuego es similar a la primera parte, con niveles que provienen de los tres mundos principales: Summer Forest, Autumn Plains y Winter Tundra. El videojuego concluye con una pelea entre Spyro y el antagonista principal, Ripto. Esta segunda parte presenta algunas nuevas habilidades para Spyro, que incluyen flotar después de un planeo, nadar bajo el agua, subir escaleras, golpear con la cabeza y usar potenciadores. Al igual que su predecesor, fue aclamado por la crítica.
El tercer juego de la serie original, Spyro: El año del dragón, se lanzó en otoño de 2000 en América del Norte, Europa y Australia, y fue el último videojuego de la serie creado por Insomniac Games. En el videojuego, los dragones están celebrando el Año del Dragón, un evento cada doce años en el que los nuevos huevos de dragón llegan a los mundos de los dragones. Bianca, un conejo antropomórfico, roba los huevos, y Spyro la sigue por un agujero de conejo. El agujero del conejo conduce a los Reinos Olvidados, que están bajo el mando del principal antagonista del videojuego, La Hechicera, de quien Bianca es aprendiz. Al igual que en los videojuegos anteriores, se accede a los niveles desde un mundo principal central, de los cuales hay cuatro: Sunrise Spring, Midday Gardens, Evening Lake y Midnight Mountain. El videojuego también presenta niveles en los que el jugador controla a Sparx en un juego de disparos con vista de pájaro, así como cuatro nuevos personajes jugables: Sheila la canguro, el Sargento Byrd, Bentley el Yeti y el Agente 9.

### Videojuegos portátiles y multiplataformas (2001-2005)
Spyro: Season of Ice fue el primer videojuego de Spyro que no fue desarrollado por Insomniac Games o que no fue lanzado para una consola de Sony, puesto a la venta en cambio para Game Boy Advance y desarrollado por Digital Eclipse. Fue conocido como Spyro Advance en Japón. En este juego, Spyro debe usar su aliento de fuego para rescatar a las hadas en los diversos reinos de hadas después de que son congeladas por un monstruo llamado Grendor.
Spyro 2: Season of Flame, también lanzado para Game Boy Advance, es la secuela de Season of Ice, e introduce nuevas características, como la capacidad de respirar otros elementos además del fuego. En el videojuego, Spyro debe recuperar las luciérnagas robadas esparcidas por los Reinos del Dragón.
Spyro: Enter the Dragonfly fue lanzado para PlayStation 2 y Nintendo GameCube y fue desarrollado por Equinox Digital Entertainment y Check Six Studios. Tuvo una recepción mixta de los críticos, en referencia a los numerosos fallos técnicos, la falta de historia, originalidad y tiempos de carga excesivos. La historia comienza con los dragones bebé preparándose para recibir a sus libélulas y celebrar. Ripto captura las libélulas, haciendo que los dragones sean indefensos, y accidentalmente dispersa las libélulas en todo el mundo con un hechizo. La tarea de Spyro en este juego es recuperar las libélulas.
En Spyro Adventure, Spyro tiene la tarea de recolectar el "Corazón" de cada tierra para detener el último plan malvado de Ripto.
Spyro Fusion fue el primer videojuego en introducir la detección de juegos múltiples. Es un videojuego cruzado entre Spyro the Dragon y Crash Bandicoot. En el videojuego, Spyro viaja a través del universo de Crash con una mecánica de juego de desplazamiento lateral, en lugar de la vista isométrica tradicional, de arriba hacia abajo.
Spyro: A Hero's Tail fue lanzado para PlayStation 2, Xbox y Nintendo GameCube, y fue desarrollado por Eurocom, el primer videojuego desarrollado desde la salida de Insomniac. Red, un antiguo dragón anciano, comienza a plantar gemas oscuras alrededor de los reinos del dragón, chupando la vida de estos mundos. También trabaja junto a Gnasty Gnorc e Ineptune. Spyro comienza así su viaje para destruir todas las gemas oscuras, junto a Sparx, Cazador, el Sargento Byrd y Blink.
Spyro: Shadow Legacy continúa la historia de Spyro: A Hero's Tail y fue lanzado solo para Nintendo DS. Este es el único videojuego de Spyro que tiene una jugabilidad de un videojuego de rol, en el cual Spyro puede ganar experiencia, subir de nivel y aprender nuevos hechizos y movimientos de combate. Spyro debe usar sus nuevas habilidades para salvar a sus aliados cuando están atrapados en el "Reino de las Sombras" paralelo a cada uno de los reinos individuales del Reino del Dragón, Avalar y los Reinos Olvidados.

### Trilogía deLa leyenda de Spyro(2006-2008)
La leyenda de Spyro es una trilogía de videojuegos que forma parte de la serie Spyro the Dragon. Actúa como un reinicio de la serie original. Los videojuegos usan una combinación de jugabilidad de combate cuerpo a cuerpo y plataformas, aunque más orientados al combate que los videojuegos anteriores de la serie Spyro. La historia gira en torno a Spyro, el protagonista, y sus esfuerzos para evitar que Malefor, The Dark Master, destruya el mundo.
La leyenda de Spyro: Un nuevo comienzo marcó el tercer título de la serie Spyro que fue lanzado en PlayStation 2 y Nintendo GameCube, y el segundo en Xbox, lanzado en otoño de 2006 y desarrollado por Krome Studios. Presentado como un reinicio de la franquicia, Spyro es enviado en una misión para encontrar los dragones guardianes capturados para que The Dark Master no regrese de su prisión. Una malvada dragona llamada Cynder usa a sus oscuros secuaces para aprovechar el poder de los cuatro dragones guardianes (fuego, electricidad, hielo y tierra) para abrir la prisión de The Dark Master, trayendo terror por todas las tierras. El elenco de voz incluye a Elijah Wood como Spyro, David Spade como Sparx, Gary Oldman como Ignitus y Cree Summer como Cynder.
Aunque fue anunciado por primera vez como una precuela del primer videojuego de Spyro, este videojuego es, de hecho, un reinicio de la serie, comenzando desde cero y sin tener nada que ver con los videojuegos anteriores. La leyenda de Spyro: Un nuevo comienzo recibió críticas promedio, pero principalmente decentes, de los críticos, que estuvieron de acuerdo en que era un buen comienzo para la trilogía, pero también abierto a mejoras en las futuras entregas.
La leyenda de Spyro: la noche eterna fue la secuela de La leyenda de Spyro: Un nuevo comienzo, lanzado en octubre de 2007 para las consolas PlayStation 2 y Wii, y una vez más desarrollado por Krome Studios. En este videojuego, el Rey Mono Gaul planea liberar al Maestro Oscuro del Pozo de las Almas en la Noche de la Oscuridad Eterna, y Spyro (habiendo enfrentado varias visiones de la amenaza del Cronista, un dragón antiguo y sabio) se embarca en un viaje para detenerlo. Elijah Wood y Gary Oldman retomaron sus papeles para el videojuego, con Billy West asumiendo el papel de Sparx, y Mae Whitman asumiendo el papel de Cynder.
Esta entrega también presenta una habilidad llamada "Dragon Time". Esta característica le permite a Spyro reducir el tiempo a su alrededor, haciendo que ciertos segmentos de plataformas y de combate en general sean más fáciles.
La Noche Eterna recibió menos aclamación que su predecesor, generalmente en parte debido a su dificultad, controles y configuración lineal habitual. De todos modos, sus ventas justificaron la continuación, pero también la mejora de la trilogía.
La leyenda de Spyro: la fuerza del dragón es la tercera y última entrega de la trilogía de La leyenda de Spyro, así como el videojuego del décimo aniversario de la serie. Fue lanzado en octubre de 2008 para Xbox 360, Wii, PlayStation 2 y PlayStation 3 para América del Norte, y fue desarrollado por Étranges Libellules. En el videojuego, Spyro y Cynder se despiertan en el futuro y se preparan para detener a Malefor the Dark Master (el primer dragón morado que se volvió malvado), que intenta propagar su maldad por todo el mundo.
A diferencia de los videojuegos anteriores de Spyro, este videojuego presenta la capacidad de cambiar entre Spyro y Cynder en cualquier momento. También hay un modo de dos jugadores, jugando como Spyro y Cynder simultáneamente. Junto con esta nueva libertad viene "Free Flight", que permite a Spyro y Cynder volar en cualquier momento. Una vez más, Elijah Wood y Gary Oldman repiten sus papeles mientras Billy West es reemplazado como la voz de Sparx por Wayne Brady, Christina Ricci reemplaza a Mae Whitman como la voz de Cynder, y Blair Underwood interpreta a Cazador de Avalar. Por su parte, Mark Hamill hace la voz de Malefor, the Dark Master.

### Skylanders(2011 en adelante)
Skylanders es una serie de videojuegos pertenecientes a los géneros de acción y Toys to life publicada por Activision. Los videojuegos de la serie se juegan colocando figuras de personajes llamadas Skylanders en el "Portal del poder", un dispositivo que lee las etiquetas de las figuras a través de NFC e "importa" al personaje representado por la figura en el juego como un personaje jugable.
Algunos de los Skylanders disponibles para jugar incluyen a Spyro y Cynder, los cuales fueron incluidos previamente en la serie La leyenda de Spyro. Sin embargo, Skylanders no está relacionado con la serie.

### Videojuegos cancelados
Spyro Ever After iba a ser el primer videojuego educativo de la serie, donde Spyro se encontraría con famosos personajes de cuentos de hadas como Los tres cerditos, Caperucita Roja, El Gato con Botas, Ricitos de Oro y los tres osos y El ganso de oro. Sin embargo, el videojuego nunca pasó de la etapa de guion gráfico y fue cancelado.
Agent 9 era un videojuego derivado de parodia al estilo James Bond protagonizado por el Agente 9 como el personaje principal de las misiones de espionaje. Sería desarrollado por Blue Tongue Entertainment y Backbone Entertainment y publicado por Universal Interactive Studios. La producción del videojuego fue cancelada por razones desconocidas.
Un videojuego prototipo, bajo el título de prueba Spyro's Kingdom, fue originalmente creado para darle a Spyro un tono más oscuro que habría incluido sangre. Los desarrolladores de Toys for Bob perdieron su entusiasmo y sintieron que esta dirección no encajaba con Spyro. Rehicieron el videojuego y lo convirtieron en Skylanders: Spyro's Adventure.

## Elementos comunes entre los videojuegos

### Personajes
El personaje principal de la serie es Spyro el Dragón, un dragón pequeño, púrpura e impaciente. En la serie original, él es acompañado por Sparx, una libélula que realiza muchas funciones, como ayudar a proteger a Spyro del daño y recoger gemas. La mayoría de los videojuegos anteriores a la serie La leyenda de Spyro incluyen a Cazador el guepardo, un fiel amigo de Spyro que a veces lo ayuda en las misiones; Moneybags, un oso obsesionado con el dinero y cuya ayuda es necesaria en algunos videojuegos para crear vías para Spyro por una pequeña tarifa, y Zoe, un hada que sirve como punto de control en cada tierra que visita Spyro.
En La leyenda de Spyro, los Guardianes son los dragones que vigilan los huevos y entrenan a los jóvenes dragones en las formas antiguas. Existe uno para cada uno de los cuatro elementos: fuego, hielo, tierra y electricidad.

### Lugares
Los Dragon Realms (Reinos del Dragón) son el escenario principal de la serie, donde viven la mayoría de los dragones, incluido Spyro. Avalar es un mundo separado que era amenazado por Ripto en Spyro 2: En busca de los talismanes. Los Reinos Olvidados son la antigua casa de los dragones antes de que los expulsara la Hechicera y sirven como escenario para Spyro: el año del dragón. Los Reinos de las Hadas son una serie separada de reinos que están habitados por hadas y solo aparecen en Spyro: Season of Ice. Después de recolectar suficientes orbes en Spyro 2: En busca de los talismanes, se puede acceder a Dragon Shores, que tiene varios minijuegos y un poder especial para Spyro.

### Coleccionables
Una gran parte de la serie original gira en torno a la colección de elementos. Cuando el jugador recoge una cierta cantidad de elementos, puede pasar a la siguiente área. Las más comunes son las gemas, que a menudo se usan no solo para recolectar, sino también para comprar habilidades, pasajes, artículos y más. En Spyro: A Hero's Tail se encuentran gemas oscuras especiales, que el jugador debe destruir para avanzar a nuevas áreas dentro del juego, mientras que la recolección de gemas de luz permite el uso de algunos de los inventos del profesor y abre ciertas puertas.
Liberar dragones es el objetivo principal en Spyro the Dragon, mientras que liberar huevos de dragón es el objetivo principal en Spyro: el año del dragón. En Spyro the Dragon, los huevos de dragón también se recogen al perseguir ladrones (pero sus diseños de color son diferentes de los de la tercera entrega). También aparecen en Spyro: A Hero's Tail, y al recolectarlos se desbloquea el arte conceptual. La recolección de talismanes y orbes es el objetivo principal en Spyro 2: En busca de los talismanes, ya que los dispositivos se utilizan en un portal para llevar a Spyro a su hogar. Las libélulas son los objetos coleccionables principales en Spyro: Enter the Dragonfly, donde Spyro los atrapa usando su respiración de burbujas. En Spyro: Season of Ice liberar a las hadas es el objetivo principal, y en Spyro 2: Season of Flame el objetivo es recolectar luciérnagas.

## Música
Stewart Copeland, conocido por ser el baterista de la banda británica The Police, compuso las bandas sonoras para los primeros cuatro videojuegos de Spyro. Copeland hizo música para cada mundo en los videojuegos, así como música dedicada a cada nivel, a menudo jugando cada nivel para poder adaptar el estado de ánimo de la música al nivel en cuestión.

## Reinicio en 2018
En julio de 2014, en una entrevista de The Daily Telegraph con el CEO de Sony Computer Entertainment, Andrew House, él y su equipo estaban considerando traer de vuelta a Spyro después de años de ausencia, diciendo: «Estamos cambiando, hemos empezado a decir que tal vez no haya nada de malo en traer de vuelta a personajes de los que la gente aún habla, que fueron gran parte de su niñez o su juventud; definitivamente no cerraría la puerta a eso».
En septiembre de 2014, en conversación con IGN en la convención de videojuego EGX de ese año, el CEO de Insomniac Games, Ted Price, declaró que era posible hacer un nuevo videojuego original de Spyro, afirmando: «Activision ha hecho un gran trabajo con Spyro. Lo trajeron de vuelta y, en mi opinión, Skylanders todavía se trata de Spyro. Tiene la misma estética, el mismo atractivo y han hecho un gran trabajo al traer ese personaje y su mundo para un nuevo grupo de fanáticos. Eso es muy difícil de hacer en una época en la que muchos videojuegos son más oscuros y grotescos. Siempre amaremos a Spyro. He aprendido a decir "nunca digas nunca" así que...¿Quién sabe?».
En 2017, poco después del lanzamiento de Crash Bandicoot N. Sane Trilogy, la compañía desarrolladora Vicarious Visions declaró que eran conscientes de cuán alta era la demanda popular para que la clásica trilogía de Spyro recibiera el mismo tratamiento, y dijeron «solo sigan preguntando».
El 5 de abril de 2018, después de varios rumores en redes sociales, Activision anunció Spyro Reignited Trilogy, una remasterización de la trilogía original de PlayStation, que fue lanzada para las consolas PlayStation 4 y Xbox One, con motivo del 20° aniversario de la serie original. Fue desarrollado por Toys for Bob, estudio detrás de los videojuegos de Skylanders. El videojuego fue puesto a la venta el 13 de noviembre de 2018.